# Plymouth (New Hampshire)
Plymouth – miasto w Stanach Zjednoczonych, w stanie New Hampshire, w hrabstwie Grafton.